# Dissotis princeps
Dissotis princeps är en tvåhjärtbladig växtart som först beskrevs av Carl Sigismund Kunth, och fick sitt nu gällande namn av José Jéronimo Triana. Dissotis princeps ingår i släktet Dissotis och familjen Melastomataceae. Utöver nominatformen finns också underarten D. p. candolleana.

## Bildgalleri

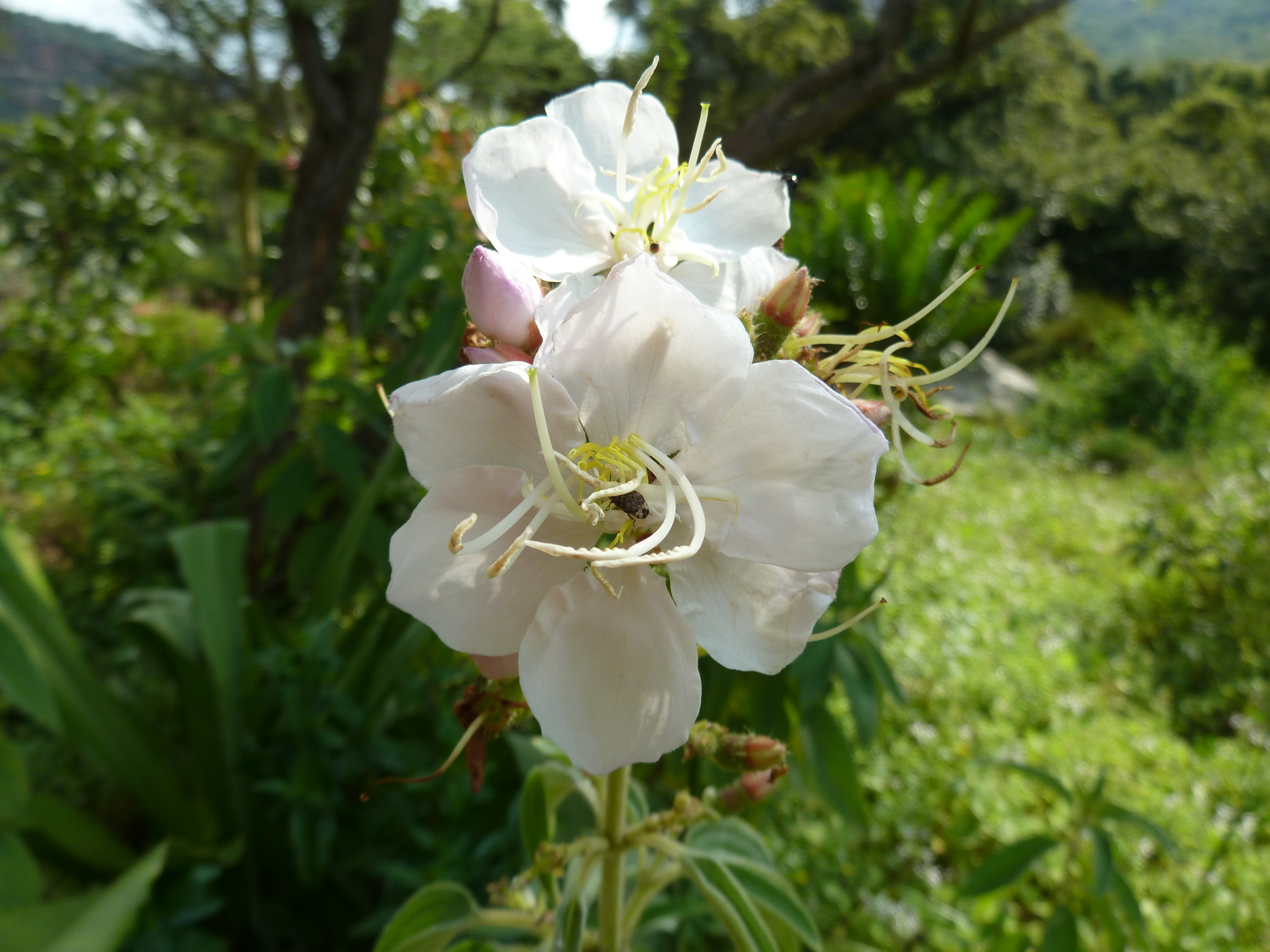
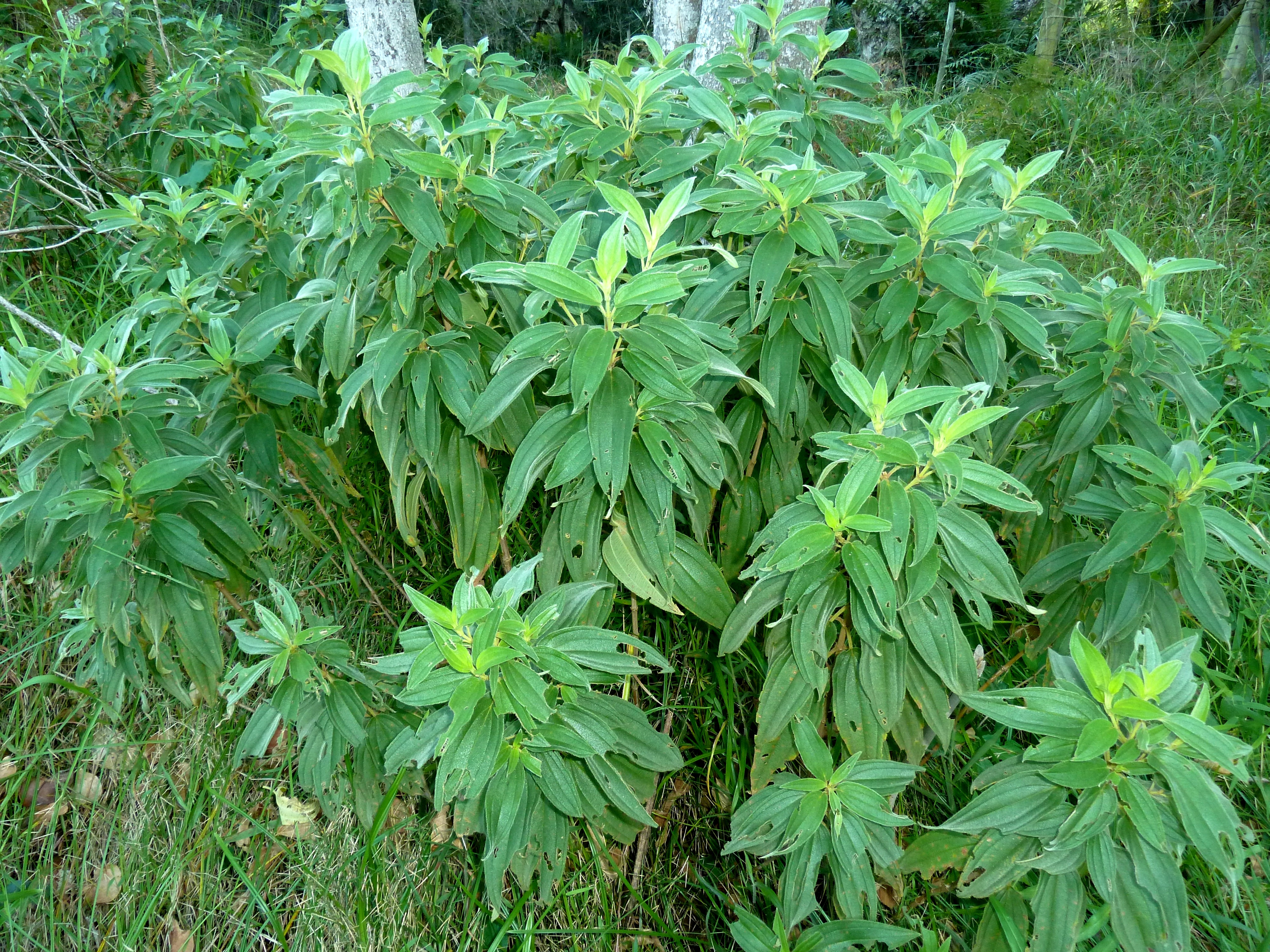